# 宮崎未樹子
宮崎 未樹子（みやざき みきこ、1967年8月10日 - ）は、青森県出身の柔道家、女子レスリング選手である。1996年女子レスリング世界選手権61 kg級金メダリスト。日本体育大学卒業。

## 来歴
学生時代から柔道で活躍。全日本選抜柔道体重別選手権大会66 kg級3位の成績を残し、バルセロナオリンピックを目指していた。日体大柔道部の1年先輩に持田典子がおり、浦野弥生（レスリング・京樽クラブ）は後輩に当たる。日体大を卒業すると、持田を追って住友海上火災保険に入社した。
その後レスリングと出会い1993年、全日本女子レスリング選手権61 kg級、全日本女子レスリングオープントーナメント61 kg級で浜口京子をレスリングではあまり使われない柔道の足技で苦しめ連続フォール勝ち。その間には1993年世界選手権に2階級上の75 kg級で出場し銀メダル獲得。監督の山本郁栄によると、徹底して得意の柔道技を使ったことがうれしい誤算になった、とのこと。その後、70 kg級まで絞り、61 kg級に戻して1996年に世界チャンピオンとなった。
1998年、長らく君臨した日本チャンピオンから陥落し引退。レスリングでの所属はデビューから引退まで住友海上火災保険。一方で京樽クラブおよび東京周栄クラブとなってる資料もある。
のちに宇都宮短期大学附属高等学校の教諭に。2008年に東京で開かれた世界選手権で歴代世界チャンピオンのひとりとして特別表彰された。

## 主な戦績
柔道
- 1987年　- 正力杯　3位　56 kg超級
- 1991年　- 体重別　3位　66 kg級
- 1992年　- 実業個人選手権　3位　61 kg級
- 1993年　- 強化選手選考会　3位　66 kg級

(出典)。
レスリング
- 1993年　- 1993年レスリング世界選手権　2位　75 kg級
- 1994年　- 全日本レスリング選手権大会　優勝　70 kg級
- 1994年　- 1994年レスリング世界選手権　3位　70 kg級
- 1995年　- 全日本レスリング選手権大会　優勝　61 kg級
- 1996年　- 全日本レスリング選手権大会　優勝　61 kg級
- 1996年　- 1996年レスリング世界選手権　優勝　61 kg級
- 1997年　- 全日本レスリング選手権大会　優勝　62 kg級

(出典)。